# Dramatis personae
Dramatis personae (ook geschreven als dramatis personæ ) is een Latijnse term voor het overzicht van personages in een tragedie, een komedie of een andersoortige toneelopvoering. De term kan bijvoorbeeld worden gebruikt in een beschrijving van een toneelstuk, of in een volledige transcriptie.
Dramatis personae betekent letterlijk "de rollen van de opvoering". De term is een combinatie van het Griekse δράμα (drama, opvoering) en het Latijnse persona (rol). Δράμα is op de Latijnse manier verbogen in de genitief enkelvoud, en persona is vervoegd in de nominatief meervoud.
In Oudgriekse en Shakespeariaanse toneelstukken werden de rollen in de dramatis personae hiërarchisch weergegeven, met de goden bovenaan en de boeren onderaan. Vrouwelijke personages werden altijd onder alle mannelijke weergegeven (zie onderstaande voorbeeld).

## Voorbeeld
De dramatis personae van de tragedie Bakchai van Euripides:
- Dionysos
- Bakchanten, koor
- Teiresias, blinde ziener
- Kadmos, stichter van Thebe
- Pentheus, koning van Thebe
- Dienaar
- Bode
- Agave, dochter van Kadmos, moeder van Pentheus